# Équipe de Jamaïque de football
Vous lisez un « article de qualité » labellisé en 2013.
Cet article traite de l'équipe masculine. Pour l'équipe féminine, voir Équipe de Jamaïque féminine de football.
Maillots
L'équipe de Jamaïque de football est la sélection des footballeurs jamaïcains représentant le pays lors des compétitions internationales sous l'égide de la Fédération de Jamaïque de football. Ses joueurs sont surnommés les « Reggae Boyz ».
L'équipe nationale dispute la première rencontre de son histoire le 22 mars 1925 face à Haïti, match remporté sur le score de deux buts à un. À la suite de l'indépendance du pays en 1962, la sélection jamaïcaine dispute ses premières qualifications à une phase finale de Coupe du monde en 1966. Elle ne remporte son premier trophée qu'en 1991 lors de la Coupe caribéenne des nations. Elle compte six victoires dans cette compétition, la dernière en 2014.
En Gold Cup, le championnat continental, la sélection obtient ses meilleurs résultats en 2015 et 2017 en se hissant en finale de la compétition deux fois d'affilée. En Coupe du monde, la Jamaïque s'est qualifiée à une seule occasion pour un tournoi final en 1998, devenant ainsi la troisième nation caribéenne à atteindre ce niveau.
Les Jamaïcains disputent depuis 1962 leurs rencontres à domicile à l'Independence Park, stade de 35 000 places situé dans la capitale, Kingston. Les « Reggae Boyz » ont terminé l'année 2020 au 47e rang mondial selon le classement FIFA et au 3e rang de la CONCACAF.

## Histoire

### Les débuts de la sélection sous le régime colonial (1925-1962)

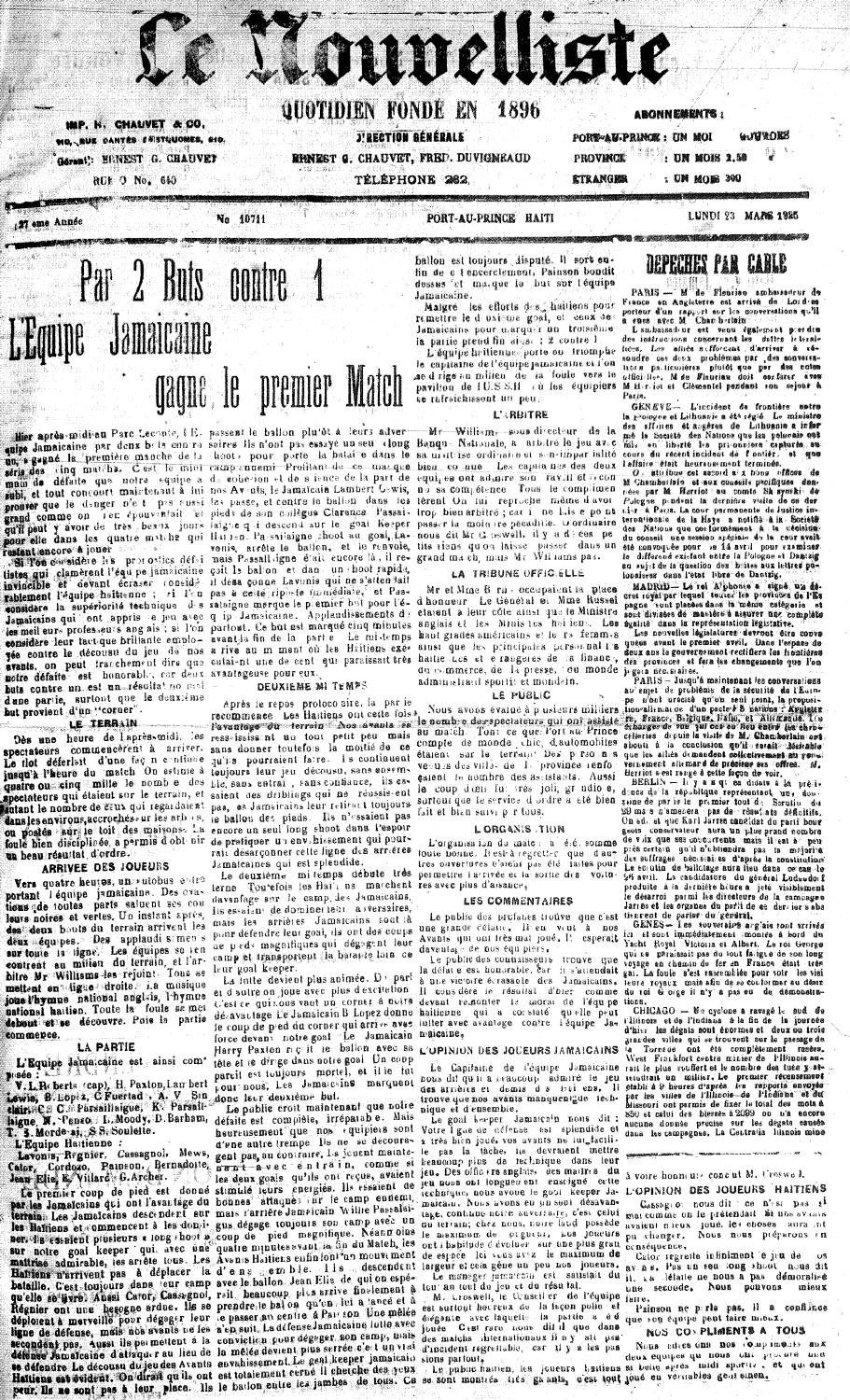
Une du journal haïtien Le Nouvelliste du 25 mars 1925 relatant la rencontre Haïti-Jamaïque.

La Fédération de Jamaïque de football est fondée en 1910 pour gérer l'ensemble des rencontres se disputant dans la colonie britannique. Il faut cependant attendre 1925 pour qu'une équipe nationale soit constituée. Invités à Haïti, les Jamaïcains disputent une série de trois matchs contre leurs hôtes. La première rencontre officielle se déroule le 22 mars et se solde par la victoire des Jamaïcains sur le score de deux buts à un, le premier but de l'histoire de la sélection étant inscrit par Clarence Parsaillaigue à la 40e minute de jeu. Les deux autres rencontres amicales disputées lors de cette tournée sont également remportées par la Jamaïque, par trois buts à zéro puis par un but à zéro. L'année suivante, en novembre 1926, les Jamaïcains reçoivent à leur tour les Haïtiens au Sabina Park à Kingston et s'imposent sur le score de six buts à zéro.

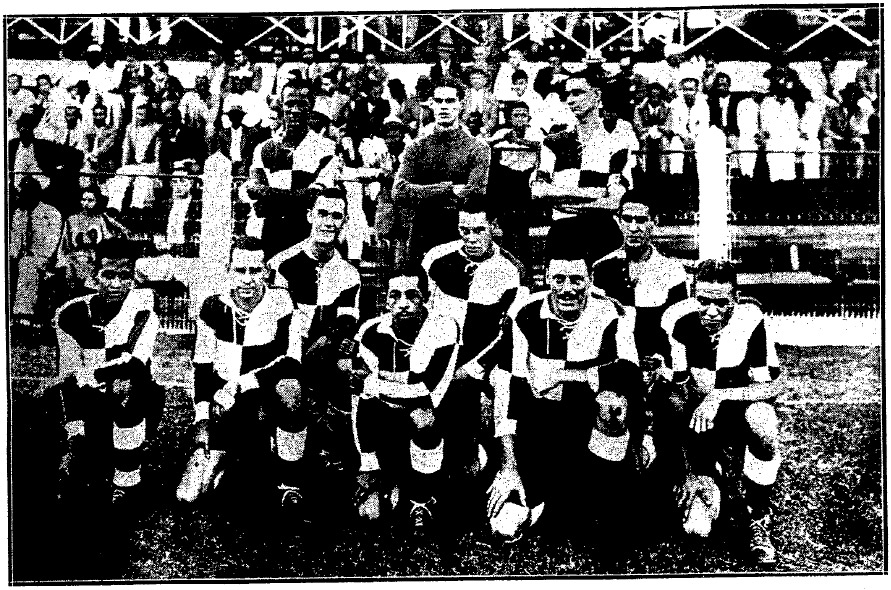
L'équipe jamaïcaine lors de la finale de la série inter-coloniale disputée en janvier 1936 face à Trinité-et-Tobago.

Quatre ans plus tard, en 1930, l'équipe nationale dispute sa première compétition internationale, le tournoi de football des deuxièmes Jeux d'Amérique centrale et des Caraïbes organisés à La Havane. Placés dans le groupe A, les Jamaïcains sont éliminés à la suite de deux défaites face à Cuba et au Honduras. La Jamaïque dispute deux nouvelles rencontres contre Haïti, puis accueille Trinité-et-Tobago, en décembre 1935, pour une tournée inter-coloniale. Les Trinidadiens remportent les trois rencontres, dont la dernière sur le score de deux buts à un. Après une nouvelle tournée à Haïti en 1938 ponctuée par trois défaites, les rencontres s'interrompent pendant la Seconde Guerre mondiale et ne reprennent qu'en 1947 avec une série de matchs contre Trinité-et-Tobago. La même année, la Jamaïque dispute un tournoi triangulaire à Trinité-et-Tobago face à l'équipe hôte et à la Guyane britannique. Les Jamaïcains l'emportent face aux Guyaniens mais perdent leurs trois matchs disputés face aux Trinidadiens, dont le deuxième sur le score de six buts à zéro.
Les années suivantes, l'équipe nationale dispute de nombreuses rencontres amicales face à Cuba, Trinité-et-Tobago et Haïti ainsi qu'une série de quatre matchs face à une sélection des meilleurs joueurs caribéens en février 1952. Les Jamaïcains perdent cette série de rencontres malgré la présence dans l'équipe de Lindy Delapenha et de Gil Heron, professionnels en Europe.

### De nombreuses déconvenues avant le premier succès en Coupe caribéenne (1962-1994)
À l'indépendance du pays en 1962, la fédération de Jamaïque de football s'affilie à la FIFA puis devient membre de la CONCACAF en 1965. Elle fait également construire un stade national et engage un sélectionneur, le Brésilien Jorge Penna. En août 1962, pour la deuxième fois de son histoire, l'équipe nationale dispute les Jeux d'Amérique centrale et des Caraïbes organisés à domicile. L'équipe termine quatrième de la compétition avec notamment deux victoires sur le score de six buts à un face à Porto Rico et à Cuba, l'attaquant Sydney Bartlett inscrivant lors de ce dernier match un triplé. Menée par l'Haïtien Antoine Tassy, l'équipe dispute ensuite en mars 1963 la Coupe des nations de la CONCACAF, à l'occasion de la première édition de cette compétition. Versée dans le groupe 2, l'équipe termine dernière en n'inscrivant qu'un but pour seize encaissés. Elle subit également la plus lourde défaite de son histoire, huit buts à zéro, face au Mexique.
Engagée pour la première fois dans des éliminatoires de la Coupe du monde, l’équipe de Jamaïque de football bat Cuba et les Antilles néerlandaises au premier tour. Dans le tour final joué en mai 1965, l'équipe termine dernière derrière le Costa Rica et le Mexique, contre qui elle subit une nouvelle défaite huit buts à zéro,. L'équipe, de nouveau dirigée par Jorge Penna, dispute ensuite en janvier 1967 les éliminatoires de la Coupe des nations de la CONCACAF. L'équipe termine troisième de la poule et ne parvient pas à se qualifier pour la phase finale.
En novembre 1967, un nouveau sélectionneur est nommé, le Jamaïcain George Thompson, ancien entraîneur de Kingston College,. De nombreux joueurs ayant quitté l'île pour évoluer aux États-Unis, la sélection se retrouve amoindrie et connaît, l'année suivante, une élimination dès la première phase des éliminatoires de la Coupe du monde 1970. Elle perd les quatre rencontres de son groupe face au Costa Rica et au Honduras. Éliminée également en phase de groupe de la Coupe des nations de la CONCACAF, l'équipe jamaïcaine se retire des éliminatoires de la Coupe du monde 1974 après la suspension de dix-sept de ses joueurs par la fédération, dont le capitaine Delroy Scott, à la suite de leur grève pour une question de primes, lors d'une tournée aux Bermudes en décembre 1972,,. La sélection traverse alors une longue période d'insuccès due à une mauvaise organisation et à un manque de moyens financiers. Elle est ainsi éliminée au premier tour des qualifications pour la Coupe du monde 1978 par Cuba, puis ne participe pas aux éliminatoires des deux éditions suivantes, n'ayant pas payé sa cotisation FIFA,.
Après une élimination au deuxième tour des qualifications de la Coupe du monde 1990, la sélection jamaïcaine, dirigée par l'ancien international Carl Brown, remporte en 1991 la Coupe des Caraïbes. L'équipe y bat en finale Trinité-et-Tobago sur le score de deux buts à zéro et se qualifie ainsi pour la Gold Cup 1991, l'attaquant Paul Davis marquant lors de toutes les rencontres de la compétition. Lors de la Gold Cup, l'équipe de Jamaïque termine dernière du groupe A avec trois défaites contre le Honduras, le Canada et le Mexique. À la même période, la Jamaïque atteint le deuxième tour des éliminatoires de la Coupe du monde 1994. Elle termine troisième du groupe B et ne se qualifie pas pour le tour final de qualification. En 1992, la sélection s'incline en finale de la Coupe caribéenne des nations, sur le score de trois buts à un, face à Trinité-et-Tobago, qui prend ainsi sa revanche par rapport à l'édition de 1991. La Jamaïque est de nouveau finaliste de la compétition l'année suivante. Battue lors de la séance des tirs au but par la Martinique, elle se qualifie cependant pour la Gold Cup 1993. Deuxième du groupe A derrière les États-Unis, la sélection se qualifie pour les demi-finales de la compétition. À ce stade, elle est battue sèchement six buts à un par le Mexique et dispute alors le match pour la troisième place face au Costa Rica. Menée un but à zéro dès la 10e minute de jeu, la Jamaïque parvient à égaliser à la dernière minute de la rencontre et les deux équipes se partagent alors la troisième place. La sélection ne confirme pas cette prestation lors des éliminatoires de la Coupe caribéenne des nations 1994 où elle est éliminée dès les phases de groupes. Elle enregistre cependant lors de cette compétition sa plus large victoire en match international, en s'imposant le 4 mars 1994 douze buts à zéro face aux Îles Vierges britanniques dans un match disputé à Grand Cayman.

### René Simões et les «Reggae Boyz» (1994-2000)

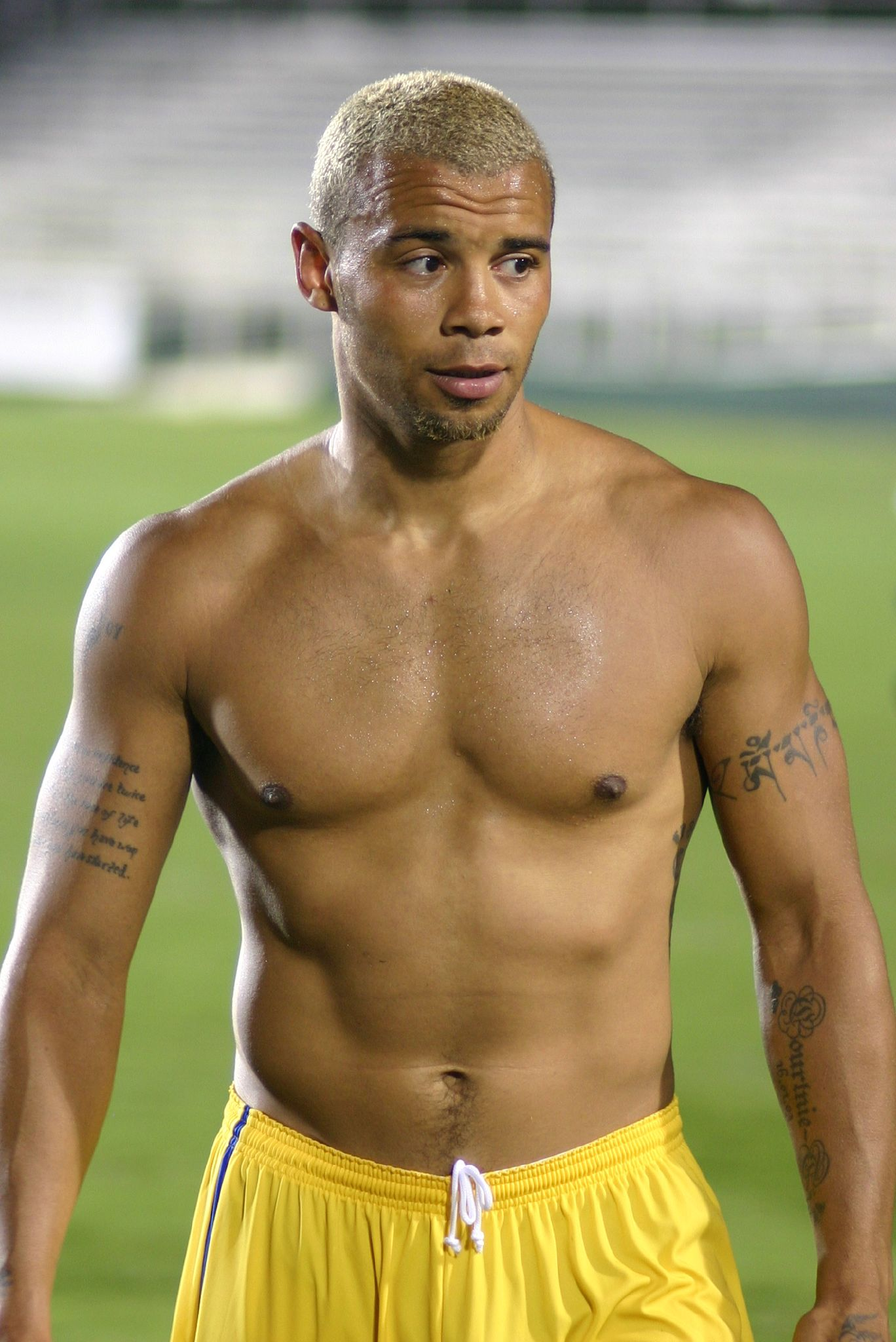
Deon Burton inscrit quatre buts en cinq rencontres du tour final de qualification pour la Coupe du monde 1998.

En octobre 1994, le nouveau président de la fédération, Captain Horace G. Burrell, nomme René Simões sélectionneur de l’équipe nationale, Carl Brown devenant son adjoint. Sa mission est de qualifier la Jamaïque pour la Coupe du monde 1998, cinq millions de francs suisses étant investis par la fédération pour atteindre cet objectif. Le sélectionneur multiplie les rencontres amicales au National stadium pour s'assurer du soutien de la population et met en place des séances d'entraînement plus consistantes. Éliminée au premier tour de la Coupe caribéenne des nations 1995, la sélection dispute ensuite une tournée en Zambie où les journalistes locaux surnomment l'équipe les « Reggae Boyz », expression ensuite reprise en Jamaïque. Grâce aux nombreuses victoires en 1995, l'équipe monte au classement FIFA et reçoit par la Fédération internationale le prix de la meilleure progression.
L'équipe nationale entame les qualifications pour la Coupe du monde 1998 le 31 mars 1996. Elle remporte deux victoires sur le Suriname, puis s'impose face à la Barbade et se qualifie ainsi pour le second tour. En début d'année 1997, René Simões convainc plusieurs joueurs ayant des origines jamaïcaines et évoluant en Angleterre de rejoindre la sélection. Deon Burton, Paul Hall, Robbie Earle et Fitzroy Simpson complètent ainsi l'effectif des « Reggae Boyz » en septembre 1997 pour la suite des éliminatoires. La sélection, qui vient de terminer troisième de la Coupe caribéenne des nations 1997, enchaîne avec eux les résultats positifs. À la suite d'un match nul et vierge de buts obtenu face au Mexique le 16 novembre, la Jamaïque se qualifie pour la première fois de son histoire pour une phase finale de Coupe du monde,. La journée du lendemain est déclarée fériée par le gouvernement, le premier ministre jamaïcain Percival James Patterson déclarant que cette qualification est « sans aucun doute le plus beau jour de [leur] histoire sportive, ». Pour soutenir l'équipe nationale, des artistes jamaïcains, dont Ziggy Marley, Shaggy, Maxi Priest et Diana King enregistrent alors un album intitulé Rise Up.
Après cette qualification historique, la Jamaïque dispute la Gold Cup en février 1998. Renforcée par deux nouveaux joueurs évoluant en Angleterre, Frank Sinclair et Marcus Gayle, la sélection fait match nul zéro but à zéro avec le Brésil, puis bat le Guatemala et le Salvador. Elle s'incline ensuite en demi-finale face au Mexique, un but à zéro après prolongations, et prend finalement la quatrième place de la compétition après une défaite face au Brésil par un but à zéro.

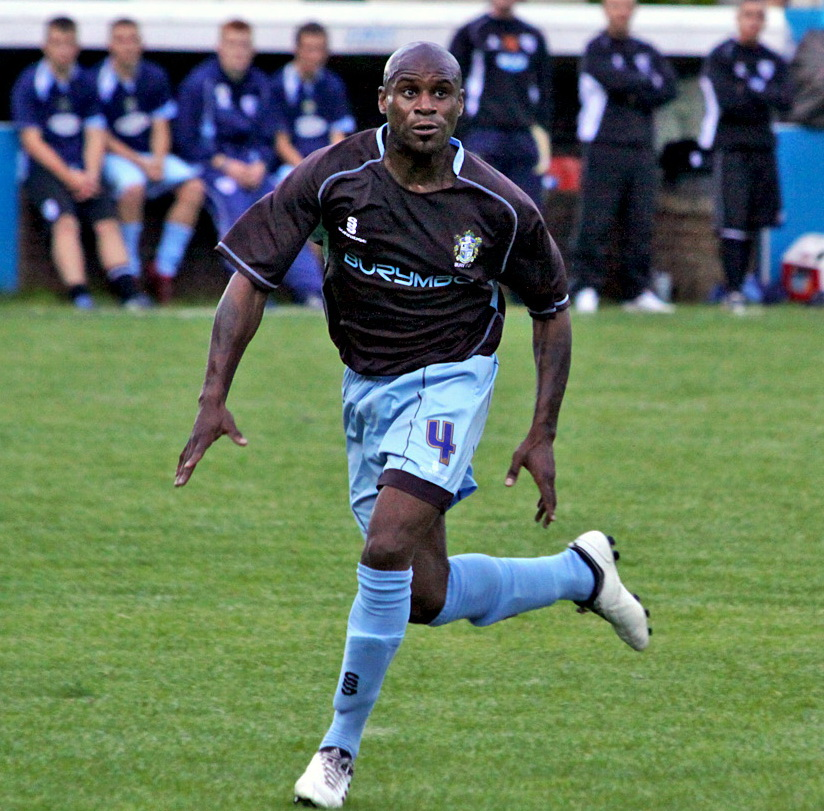
Frank Sinclair, ici en 2009 avec Bury FC, dispute 28 rencontres pour un but marqué avec la sélection jamaïcaine de 1998 à 2001.

Lors du tirage de la Coupe du monde, la Jamaïque se retrouve placée dans le groupe H composé de l'Argentine, de la Croatie et du Japon. L'avant compétition est marquée par la diffusion d'un reportage sur les « Reggae Boyz » par la chaine de télévision britannique Channel 4 qui provoque des tensions entre « Anglais » et Jamaïcains. Malgré l'intervention du ministre jamaïcain des sports, Portia Simpson-Miller, qui recrée l'unité dans l'équipe, René Simões indique qu'« à partir de ce moment-là, les joueurs n'étaient plus les mêmes sur les terrains ». Lors du premier match, disputé le 14 juin contre la Croatie au Stade Félix-Bollaert de Lens, Mario Stanić ouvre le score pour les Croates à la 27e minute. Les Jamaïcains créent la sensation en parvenant à égaliser juste avant la mi-temps sur tête de Robbie Earle. En deuxième période, les Croates mettent fin au rêve jamaïcain en inscrivant deux nouveaux buts par Robert Prosinečki et Davor Šuker. Le sélectionneur René Simões déclare après la rencontre « La Jamaïque ne perd pas, les Jamaïcains sont toujours gagnants parce qu'ils apprennent ».
Le second match a lieu au Parc des Princes à Paris, une semaine plus tard, face à l'Argentine. Menés un but à zéro à la 31e minute à la suite d'un but d'Ariel Ortega, les Jamaïcains, qui évoluent en 3-5-2, disputent toute la seconde mi-temps à dix après l’expulsion de leur milieu de terrain Darryl Powell à la suite de deux fautes sur Ortega. Conservant le même dispositif tactique malgré cette expulsion, les Jamaïcains craquent en seconde période et encaissent un nouveau but d'Ortega ainsi qu'un triplé de Gabriel Batistuta,. Après ces deux revers, le sélectionneur dit, « nous n'avons pas à rougir de ces défaites. Nous sommes juste là pour apprendre. Face à d'aussi brillantes formations, on a pu constater qu'il existait encore beaucoup d’écart entre les maîtres et les élèves ».
Pour le dernier match de groupe disputé devant plus de 43 500 spectateurs au Stade de Gerland de Lyon, les Jamaïcains s'imposent face au Japon sur le score de deux buts à un grâce au doublé de leur milieu de terrain Theodore Whitmore qui marque d'abord à la 39e minute de jeu sur une frappe dans la surface de réparation et à la 54e sur un tir venu de la droite, à l'entrée de la surface, qui passe entre le gardien et son poteau. À la fin de la rencontre, René Simões déclare « aujourd'hui, [...] je suis fier de cette équipe et de mes joueurs. Leur victoire va énormément aider le football à se développer en Jamaïque ». Le retour sur l'île est marqué par l'organisation d'un défilé dans l'artère principale de Kingston qui dure trois heures et demie.
Un mois après leur aventure en Coupe du monde, les Jamaïcains disputent la Coupe caribéenne des nations. Sans ses joueurs évoluant en Angleterre, la sélection remporte le trophée en battant Trinité-et-Tobago en finale sur le score de deux buts à un. Theodore Whitmore reçoit à l'issue de la compétition le titre de joueur Caribéen de l'année. La saison suivante, la Jamaïque commence sa saison par deux matchs amicaux disputés face au Costa Rica. Après avoir réalisé le match nul un but partout à domicile, les « Reggae Boyz », toujours sans leurs internationaux évoluant en Europe, subissent à San José la plus lourde défaite de leur histoire, neuf buts à zéro. Après deux défaites au premier tour de la Gold Cup 2000 qui provoquent de nombreuses critiques en Jamaïque, le sélectionneur René Simões démissionne pour rejoindre l'équipe brésilienne du Flamengo FC.

### Une transition difficile (2000-2008)

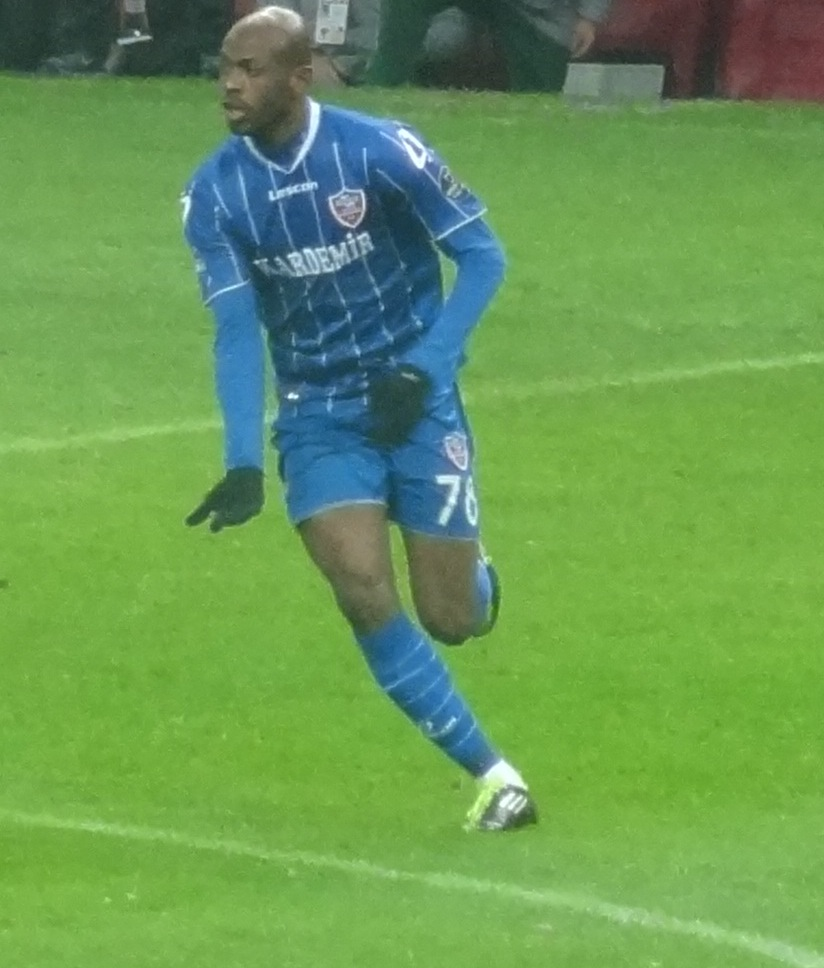
Luton Shelton, ici en 2012 sous les couleurs de Karabükspor, inscrit un quadruplé face à Saint-Martin le 24 novembre 2004.

La sélection connaît alors une période d'instabilité dans ses résultats et plusieurs sélectionneurs se succèdent. Engagée dans les phases qualificatives la Coupe du monde 2002, elle termine deuxième du groupe 2 derrière le Honduras et se qualifie ainsi pour le tour final. L'équipe est en course pour la qualification jusqu'en septembre 2001, mais connaît deux défaites de suite à domicile, après quarante-cinq matchs d'invincibilité au National Stadium, d'abord face au Mexique puis face au Honduras qui l'élimine définitivement. La sélection parvient ensuite à se qualifier pour les phases finales de la Gold Cup 2003 où elle est battue sèchement par le Mexique sur le score de cinq buts à zéro en quarts de finale.

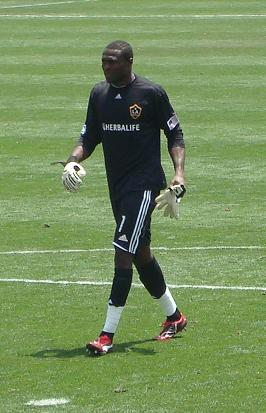
Donovan Ricketts est le capitaine de la sélection jamaïcaine, il évolue avec la sélection depuis 1998.

En juin 2004, la sélection entame les éliminatoires de la Coupe du monde de football 2006. Après avoir éliminé Haïti au deuxième tour préliminaire, les Jamaïcains échouent dans leur course à la qualification en demi-finale de groupe. Une semaine après cette élimination, le 24 novembre 2004, la Jamaïque affronte Saint-Martin en match qualificatif de la Coupe caribéenne des nations 2005. Avec seulement quatre joueurs ayant disputé le match contre Haïti en juin, les Jamaïcains l'emportent douze buts à zéro, égalant ainsi la performance réalisée contre les îles Vierges britanniques, Luton Shelton inscrivant un quadruplé. Deux jours plus tard, la sélection s'impose également largement face aux Îles Vierges des États-Unis sur le score de onze buts à un. En finale de la compétition, disputée sous forme de championnat, les Jamaïcains remportent toutes leurs rencontres et gagnent le titre. Luton Shelton termine même meilleur buteur de la compétition avec neuf buts inscrits. Qualifiée pour la Gold Cup 2005, l’équipe de Jamaïque atteint les quarts de finale de la compétition où elle est battue par les États-Unis.
L'équipe jamaïcaine commence sa saison 2005-2006 par une série de matchs amicaux aux États-Unis et en Angleterre. Sur les six rencontres disputées, la sélection n'en remporte qu'une face au Guatemala et en perd quatre dont deux largement face à l'Australie, cinq buts à zéro, et face à l'Angleterre, six buts à zéro. À la suite de cette série de défaites et des mauvaises performances collectives, l'équipe est renommée par des journalistes les « Reggae Toyz »,. L'équipe ne parvient pas ensuite à se qualifier pour les phases finales de la Coupe caribéenne des nations 2007 dont elle est la tenante du titre.
Pour relancer la sélection, la fédération engage pour un million de dollars l'entraîneur serbe Bora Milutinović en novembre 2006. Sous ses ordres, l'équipe jamaïcaine enchaîne les défaites et tombe à la 103e place du classement FIFA. Après un huit buts à un concédé face à l'Iran, il est démis de ses fonctions par la fédération en novembre 2007. Le Brésilien René Simões est alors rappelé à la tête de la sélection pour disputer les qualifications pour la Coupe du monde 2010. À la suite de deux défaites à quatre jours d'intervalle face au Mexique et face au Honduras, il est démis de son poste le 12 septembre 2008. Après un intérim du héros de la Coupe du monde 1998, Theodore Whitmore, qui parvient à relancer l'équipe dans la course aux qualifications grâce à des victoires face au Mexique et au Honduras, l'ancien international anglais d'origine jamaïcaine John Barnes est nommé sélectionneur en novembre. Lors de son dernier match de poule face au Canada, l'équipe mène un but à zéro à la mi-temps et est alors qualifiée pour le tour suivant, le Honduras, son rival, étant tenu en échec par le Mexique zéro but à zéro. Un but contre son camp à la 51e du défenseur mexicain Ricardo Osorio met fin aux espoirs des « Reggae Boyz » qui terminent troisième de leur groupe.

### Nouveaux succès en Coupe caribéenne et nouvelles désillusions (2008-2013)

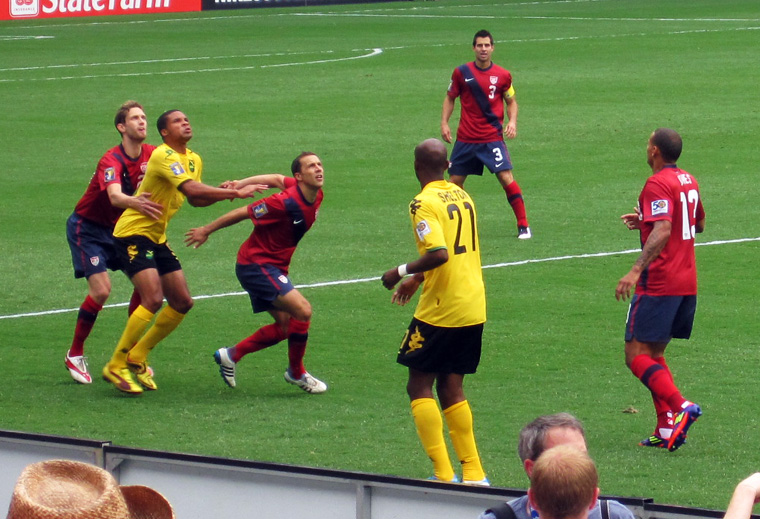
Lutte pour récupérer le ballon entre Ryan Johnson et les Américains Clarence Goodson et Steve Cherundolo, sous le regard de Luton Shelton lors de la rencontre États-Unis-Jamaïque du 20 juin 2011 comptant pour la Gold Cup.

Un mois après son échec en qualifications de la Coupe du monde, la Jamaïque dispute à domicile la phase finale de la Coupe caribéenne des nations 2008. Les Jamaïcains remportent, le 14 décembre, leur quatrième succès dans cette compétition en s'imposant deux buts à zéro en finale face à Grenade. Luton Shelton, auteur des deux buts en finale, termine meilleur buteur de la compétition, tandis que Eric Vernan est nommé meilleur joueur. Après une série de trois matchs nuls et une victoire en match amical, John Barnes quitte son poste pour devenir entraîneur de l'équipe anglaise des Tranmere Rovers en juin 2009. Il est alors remplacé par Theodore Whitmore, qui revient à la tête de la sélection. Un mois après, l'équipe jamaïcaine dispute la Gold Cup 2009. Avec une seule victoire pour deux défaites face au Canada et au Costa Rica, les « Reggae Boyz » sont éliminés dès les phases de poule. Qualifiés d'office en tant que tenant du titre, les Jamaïcains disputent ensuite, en novembre 2010, la Coupe caribéenne des nations organisée en Martinique. Ils parviennent à conserver leur titre grâce à une victoire acquise dans la séance des tirs au but face à la Guadeloupe. Theodore Whitmore devient ainsi le premier à remporter la Coupe caribéenne en tant que joueur et en tant qu'entraîneur. Revenue à la 55e place du classement FIFA, la sélection dispute ensuite en juin 2011 la Gold Cup. Premiers du groupe B avec trois victoires et sept buts inscrits pour zéro encaissés, les Jamaïcains sont battus au stade des quarts de finale par les Américains sur le score de deux buts à zéro.
Invaincue en matchs amicaux depuis leur défaite contre les États-Unis, la sélection débute en juin 2012 les éliminatoires de la Coupe du monde 2014. L'équipe se qualifie pour le quatrième tour en terminant deuxième du groupe A derrière les États-Unis et remporte à cette occasion la première victoire de son histoire sur les Américains. La sélection dispute ensuite en décembre la Coupe caribéenne des nations 2012 où elle ne confirme pas son bon parcours en éliminatoires de la Coupe du monde. Les « Reggae Boyz » sont éliminés dès la phase de groupe et se retrouvent ainsi non qualifiés pour la prochaine Gold Cup. La sélection enchaîne également les mauvaises performances lors du quatrième tour des éliminatoires de la Coupe du monde. Elle concède quatre défaites et deux matchs nuls en six rencontres et, le 13 juin 2013, deux jours après la défaite face au Honduras sur le score de deux buts à zéro, Theodore Whitmore présente alors sa démission,.

### L'ère Schäfer (2013-2016)
Le 18 juillet 2013, l'Allemand Winfried Schäfer, ancien sélectionneur du Cameroun, est choisi par la Fédération de Jamaïque de football pour succéder à Theodore Whitmore. Il parvient à enrayer la série de défaites en éliminatoires en réalisant le match nul zéro buts partout, lors du déplacement à Panama, le 6 septembre 2013, puis un autre match nul, un but partout, quatre jours plus tard, face au Costa Rica. La Jamaïque termine néanmoins à la dernière place du tour de qualifications, avec cinq points.
Après une tournée européenne estivale 2014, marquée par la lourde défaite huit buts à zéro face à la France, les Jamaïcains accueillent à domicile, en novembre, la Coupe caribéenne des nations. La sélection l'emporte en finale sur les Trinidadiens, quatre tirs au but à trois, après un match nul et vierge. Cette victoire les qualifie pour la Gold Cup 2015 ainsi que pour la Copa América Centenario en 2016.
Invités par la CONMEBOL pour disputer la Copa América en juin 2015, les Jamaïcains terminent dernier du groupe B avec trois courtes défaites, un but à zéro, face à l'Uruguay, le Paraguay et l'Argentine. Lors de la Gold Cup, disputée en juillet, la Jamaïque termine première du groupe B puis bat en Quarts de finale Haïti sur le score d'un but à zéro. En demi-finale, les « Reggae Boyz » créent la surprise en éliminant, sur le score de deux buts à un, les États-Unis, tenant du titre et deviennent ainsi la première équipe caribéenne à atteindre la finale de la compétition. En finale, ils s'inclinent sur le score de trois buts à un face au Mexique.
Ces bons résultats en Gold Cup laissaient présager d'un parcours intéressant en Copa América Centenario mais, à l'image des éliminatoires de la Coupe du monde 2018, où les Jamaïcains connaissent des difficultés — ils finiront par être éliminés au quatrième tour préliminaire — ils s'inclinent dans leurs trois matchs de poule (0-1 face au Venezuela, 0-2 face au Mexique et 0-3 contre l'Uruguay) et sont éliminés dès le premier tour, sans marquer le moindre but, exactement comme en 2015. Schäfer quitte son poste de sélectionneur en septembre 2016.

### Retour de Whitmore (depuis 2016)
Schäfer parti, Theodore Whitmore fait son retour à la tête des Reggae Boyz, retour gagnant puisqu'il les qualifie à la finale de la Coupe caribéenne des nations 2017, contre Curaçao, après avoir éliminé la Guyane aux tirs au but en demi-finale (1-1 a.p., 4 tab 2).
Néanmoins, la Jamaïque succombe face à de surprenants Curaciens qui s'imposent par deux buts à un.
Bis repetita à l'occasion de la Gold Cup 2017, puisque la Jamaïque retrouve la finale du tournoi continental et ce pour la deuxième d'affilée. En effet, qualifiée en quarts de finale en tant que deuxième du groupe C de la compétition, la Jamaïque affronte le Canada et s'impose (2-1). Elle crée ensuite la sensation en demi-finale en surprenant le Mexique — qu'elle avait tenu en échec lors du premier tour 0-0 — sur un coup franc de Kemar Lawrence (1-0). Cependant elle rate la dernière marche en s'inclinant face aux États-Unis par deux buts à un.
Lors de la Gold Cup 2019 coorganisée avec le Costa Rica et les États-Unis, la Jamaïque finit en tête de sa poule C grâce à une victoire et deux matchs nuls, avant de battre le Panama en quarts de finale (1-0). Elle est défaite en demi-finale par les États-Unis, son bourreau deux ans plus tôt (1-3).

## Tenues, emblèmes et symboles

### Équipementier
La Fédération de Jamaïque de football signe son premier accord avec un équipementier sportif en 1995 avec Lanzera, qui fusionne l'année suivante avec l'entreprise italienne Kappa,. Ce contrat est renouvelé après la Coupe du monde 1998, mais la fédération y met fin en 1999 car les approvisionnements en tenue ne sont plus assurés, obligeant ainsi les équipes nationales à utiliser des maillots de différentes années,. En décembre 2000, la Fédération signe un contrat de deux ans pour une valeur de 30 millions de dollars jamaïcains avec l'équipementier allemand Uhlsport. Ce contrat est ensuite renouvelé puis prend fin en 2006.
Après deux ans sans équipementier officiel, un contrat de 1,7 million de dollars américains est signé avec Kappa pour une durée de deux ans. Il concerne l'équipement de l'ensemble des équipes nationales féminines et masculines. Des primes de performance sont également prévues en cas de qualification à la Coupe du monde et à la Gold Cup. L'absence de distributeur de Kappa dans la région des Caraïbes entraîne cependant de nombreuses difficultés d'approvisionnement pour les équipes nationales et la quasi-impossibilité pour les supporteurs d'acheter des répliques des maillots.

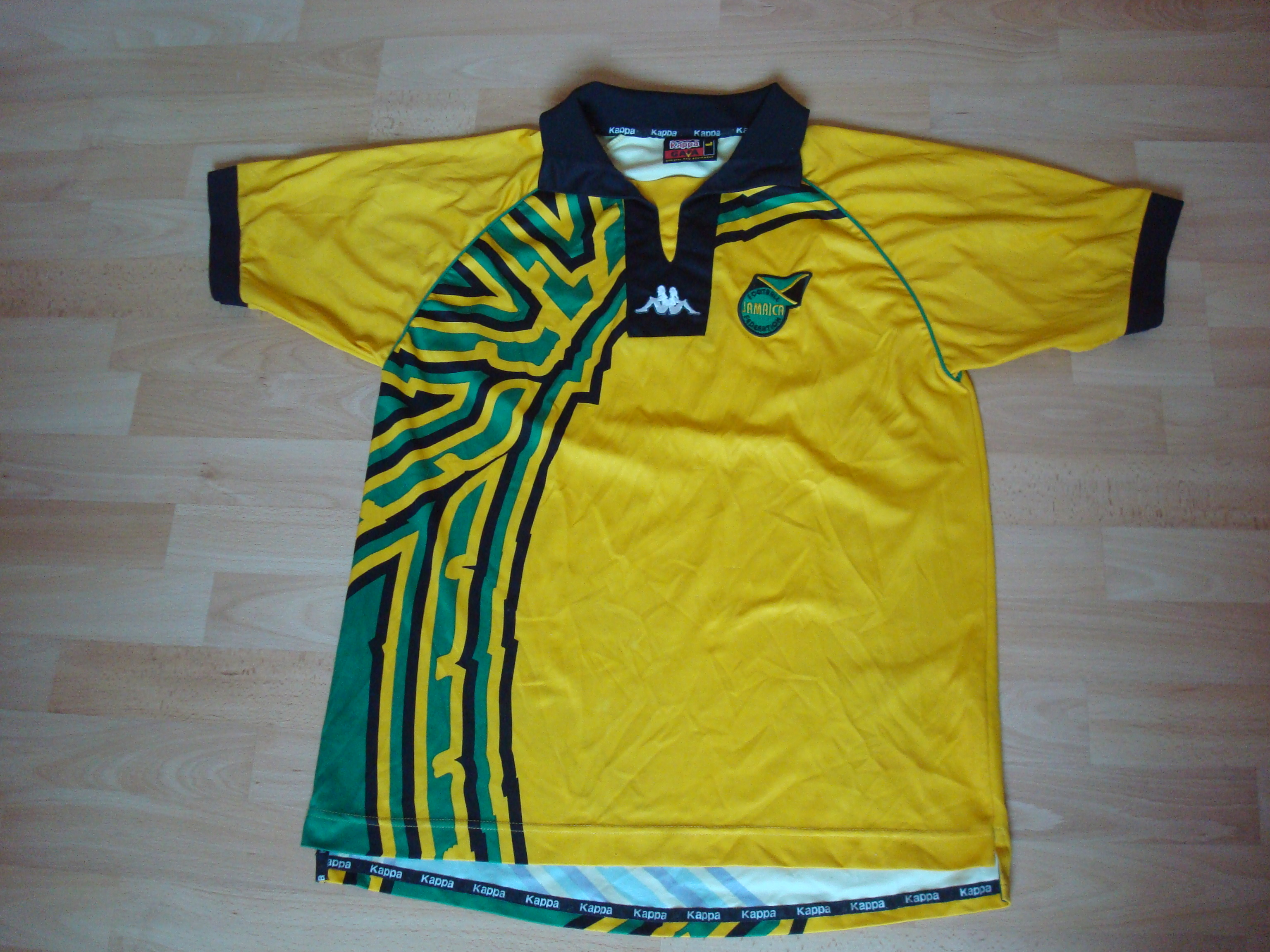
Maillot de la Jamaïque pour la Coupe du monde 1998

De nouveau sans équipementier officiel en 2010 et en 2011, un nouveau contrat est signé avec Kappa en janvier 2012. D'une durée de trois ans et d'une valeur de 1,7 million de dollars américains, ce contrat est également assorti de bonus en cas de qualification en Coupe du monde.
En 2015, un contrat d'une durée de quatre ans, et d'un montant de 4,8 millions de dollars américains, est signé entre la Fédération et l'équipementier des Émirats arabes unis, Romai Sportswear.

### Tenues et emblèmes
La tenue de l'équipe nationale se compose à domicile d'un maillot jaune, d'un short noir et de bas jaunes. La tenue de réserve se compose d'un maillot vert, d'un short jaune et de bas verts. Il existe également un troisième jeu de maillot entièrement noir.
L'équipe nationale porte sur ses tenues le logo de la Fédération. Leur surnom, les « Reggae Boyz », est popularisé lors de la Coupe du monde 1998. La Fédération décide alors de déposer la marque dans onze pays.

## Personnalités de l'équipe de Jamaïque

### Joueurs

#### Provenance des joueurs
À ses débuts, la sélection jamaïcaine est composée principalement de joueurs évoluant dans le championnat local, le retour de joueurs expatriés comme Lindy Delapenha et Gil Heron s'avérant exceptionnel.

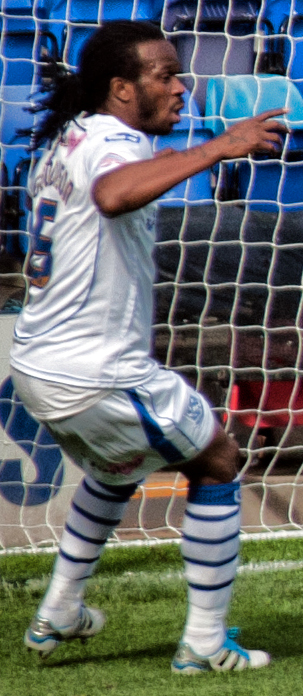
Ian Goodison, ici sous les couleurs de Tranmere Rovers, compte 120 sélections en équipe nationale.

En 1997, le sélectionneur René Simões appelle pour la première fois en équipe nationale des joueurs non natifs de l'île. Ce recours aux enfants de la diaspora jamaïcaine est critiqué par la presse, mais également par le joueur Paul Young, non sélectionné pour la Coupe du monde alors qu'il participe activement à la qualification,. Pour la fédération, cet apport est bénéfique pour l'ensemble de la sélection, étant donné que « l'arrivée de joueurs professionnels de la plus haute classe a obligé [les] joueurs locaux à relever le niveau de leur jeu ». L'équipe retenue pour disputer la Coupe du monde comprend ainsi sept joueurs nés en Angleterre et évoluant dans le championnat anglais.
Ce recours aux joueurs évoluant à l'étranger se poursuit après la Coupe du monde. Ainsi, le 26 mars 2013, lors d'une rencontre face au Costa Rica, vingt-et-un des vingt-quatre sélectionnés évoluent à l'étranger. La sélection est cependant dépendante des dates fixés par la FIFA pour bénéficier de l’apport des joueurs expatriés en Europe.

#### Joueurs importants
Lindy Delapenha, né en 1927, est le premier footballeur jamaïcain à jouer en professionnel en Angleterre. Il évolue de 1948 à 1960 à Portsmouth FC, Middlesbrough FC et Mansfield Town. Après sa carrière professionnelle, il devient le directeur des sports de la Jamaica Broadcasting Corporation. Gil Heron, né en 1922 et mort en 2008, est lui le premier jamaïcain à évoluer dans le championnat écossais et le premier noir à jouer pour le Celtic FC en 1951. Il est le père du poète Gil Scott-Heron. Bien qu'ils ne comptent aucune sélection officielle, ces deux joueurs disputent néanmoins sous les couleurs de la Jamaïque la série de rencontres non officielles face aux Caribbean All Stars en 1952.
Au milieu des années 1960, Alan Cole, né en 1950, devient à 15 ans le plus jeune joueur sélectionné en équipe de Jamaïque. Premier footballeur de l'île à évoluer dans le championnat brésilien, il est considéré par ses compatriotes comme le meilleur joueur jamaïcain de tous les temps. Après sa carrière professionnelle, il devient l'entraîneur et le confident de Bob Marley et son road manager lors de sa dernière tournée.
Warren Barrett est le capitaine et le gardien de but des « Reggae Boyz » durant les années 1990. Très respecté par ses coéquipiers, il compte plus de 120 apparitions sous le maillot jamaïcain dont trente-et-une dans des rencontres FIFA. Son coéquipier à la Coupe du monde 1998, le défenseur Ian Goodison, est le joueur le plus capé de la sélection jamaïcaine. Sélectionné pour la première fois en 1996, il arrête sa carrière internationale en 2009 et compte 120 sélections pour dix buts inscrits. Considéré comme le meilleur défenseur de l'histoire de la sélection, il est également un des joueurs emblématiques de Tranmere Rovers.
Autre joueur marquant de la génération 1998, Ricardo Gardner est le deuxième joueur le plus capé de la sélection avec 112 sélections pour neuf buts marqués. Évoluant au poste de défenseur gauche ou de milieu de terrain, il est le capitaine de la sélection de 2005 à 2009. Il met fin à sa carrière professionnelle en 2012 après avoir disputé plus de 400 matchs sous les couleurs de Bolton Wanderers. Le milieu de terrain Theodore Whitmore est le héros de la Coupe du monde avec ses deux buts inscrits face au Japon, offrant à la Jamaïque la première victoire de son histoire dans cette compétition. En fin de saison 1998, il obtient le titre de footballeur caribéen de l’année. Sélectionné à 105 reprises de 1993 à 2005, il est, de 2009 à juin 2013, le sélectionneur de l'équipe de Jamaïque. L'attaquant Luton Shelton est le meilleur buteur de l'histoire de la sélection jamaïcaine. Pour sa deuxième sélection, en 2004, il inscrit un quadruplé lors de la victoire historique douze buts à zéro sur Saint-Martin.
Le gardien de but Donovan Ricketts compte cent sélections en équipe nationale entre 1998 à 2013. Meilleur gardien de la MLS en 2010 et 2013 (respectivement avec le Galaxy de Los Angeles et les Timbers de Portland), il remporte avec la sélection la Coupe caribéenne des nations 2008.

### Appelés récemment
Les joueurs suivants ont aussi été appelés en équipe par le sélectionneur pendant les douze derniers mois et restent toujours sélectionnables.
| Pos. | Nom             | Date de Naissance | Sélections | Buts | Club               | Dernier appel             |
| ---- | --------------- | ----------------- | ---------- | ---- | ------------------ | ------------------------- |
| GB   | Dwayne Miller   | 14 juillet 1987   | 43         | 0    | Syrianska FC       | Gold Cup 2019             |
|      |                 |                   |            |      |                    |                           |
| DF   | Kemar Lawrence  | 17 septembre 1992 | 77         | 3    | New York Red Bulls | v. Aruba, 16 octobre 2019 |
| DF   | Michael Hector  | 19 juillet 1992   | 35         | 0    | Chelsea FC         | Gold Cup 2019             |
|      |                 |                   |            |      |                    |                           |
|      |                 |                   |            |      |                    |                           |
| AT   | Dever Orgill    | 8 mars 1990       | 18         | 4    | Ankaragücü         | v. Aruba, 16 octobre 2019 |
| AT   | Darren Mattocks | 24 mars 1991      | 50         | 18   | FC Cincinnati      | Gold Cup 2019             |

### Sélectionneurs
Dix-sept techniciens ont exercé la fonction de sélectionneur de l’équipe nationale depuis 1962. Peu d'entre eux ont effectué de longs mandats. Le record de longévité est détenu par le Jamaïcain Carl Brown, qui effectue plusieurs passages à la tête de la sélection pour une durée totale de onze ans. Le Brésilien René Simões est le sélectionneur ayant passé le plus de temps consécutivement à la tête de la sélection, six ans de 1994 à 2000.
| Rang | Nom                | Période   |
| ---- | ------------------ | --------- |
| 1    | Jorge Penna        | 1962      |
| 2    | Antoine Tassy      | 1962-1964 |
| 3    | Jorge Penna (2)    | 1965-1967 |
| 4    | George Thomson     | 1967-1974 |
| 5    | George Prescod     | 1974-1975 |
| 6    | Otmar Calder       | 1975      |
| 7    | George Prescod (2) | 1975-1978 |
| 8    | Jackie Bell        | 1978-1982 |
| 9    | Carl Brown         | 1983-1986 |
| 10   | Aldrick McNab      | 1987      |

| Rang | Nom                    | Période   |
| ---- | ---------------------- | --------- |
| 11   | Delroy Scott           | 1987-1988 |
| 12   | Geoffrey Maxwell       | 1988-1990 |
| 13   | Carl Brown (2)         | 1990-1994 |
| 14   | René Simões            | 1994-2000 |
| 15   | Sebastião Lazaroni     | 2000      |
| 16   | Clovis De Olivera      | 2000-2001 |
| 17   | Carl Brown (3)         | 2001-2004 |
| 18   | Sebastião Lazaroni (2) | 2004      |
| 19   | Wendell Downswell      | 2004-2006 |
| 20   | Carl Brown (4)         | 2006      |

| Rang | Nom                   | Période           |
| ---- | --------------------- | ----------------- |
| 21   | Bora Milutinović      | 2006-2007         |
| 22   | Theodore Whitmore     | 2007              |
| 23   | René Simões (2)       | 2008              |
| 24   | Theodore Whitmore (2) | 2008              |
| 25   | John Barnes           | 2008-2009         |
| 26   | Theodore Whitmore (3) | 2009-2013         |
| 27   | Winfried Schäfer      | 2013-2016         |
| 28   | Theodore Whitmore (4) | 2016-2021         |
| 29   | Heimir Hallgrímsson   | 2022-juillet 2024 |
| 30   | Steve McClaren        | août 2024-        |

Le premier sélectionneur de l'équipe nationale, nommé en 1962 à la suite de l'indépendance de la Jamaïque, est le Brésilien Jorge Penna. Il dirige l'équipe lors des Jeux d'Amérique centrale et des Caraïbes organisés à domicile puis, à l'issue de la compétition, est remplacé par l'ancien international haïtien Antoine Tassy, qui s'occupe des différentes équipes nationales jusqu'en mars 1964. En janvier 1965, Jorge Penna est rappelé à la tête de la sélection jamaïcaine qui se professionnalise et qui multiplie les rencontres internationales amicales. Il modifie le style de l'équipe, qui joue alors un jeu direct à base de jeu long et introduit le style brésilien fait de passes, de contrôles et de possession du ballon. Il fait également appel à de jeunes joueurs non issus des clubs officiels réservés à certaines classes de la population. Ces méthodes inspirent de nombreux entraîneurs jamaïcains comme Winston Chung Fah ou Jackie Bell.
Jorge Penna est remplacé au début de l'année 1967 par le Jamaïcain George Thomson. Cet ancien international, né en 1934 et mort en 2008, est le seul joueur à avoir été nommé capitaine pour sa première sélection en 1958. Comme entraîneur, il dirige précédemment de 1964 à 1966 le Kingston College. Il doit faire face à une équipe affaiblie par le départ des meilleurs joueurs dans le championnat américain et aux faibles moyens financiers. À son départ, il est remplacé par le Jamaïcain George Prescod, qui dirige également l'équipe de cricket,, et assisté par l'Allemand Otmar Calder, également responsable de l'équipe olympique. Après l'élimination de l'équipe olympique, Otmar Calder dirige l'équipe nationale jusqu'en novembre 1975 puis, à son départ, un comité de sélection est mis en place, dirigé par George Prescod. Un autre ancien international jamaïcain, Jackie Bell, prend en main l’équipe nationale en 1978 et occupe ce poste jusqu'en janvier 1983. Il meurt dans un accident de bus en 1986 au Mexique, de retour du match France-Brésil comptant pour la Coupe du monde.
L'ancien international des années 1970-1980, Carl Brown, lui succède en février et reste en fonction jusqu'en 1986. Un autre ancien international jamaïcain, Aldrick Allie McNab, devient sélectionneur de l'équipe en janvier 1987, et dirige l'équipe jusqu'en mai. Il devient par la suite ministre des sports de la Jamaïque. L'ancien international Delroy Scott lui succède jusqu'en février 1988, où il est remplacé par un autre Jamaïcain, Geoffrey Maxwell, qui échoue à qualifier l'équipe à la Coupe du monde 1990,. Carl Brown redevient en février 1990 sélectionneur de l’équipe,. Sous son autorité, l'équipe remporte son premier titre international, la Coupe caribéenne des nations 1991, et termine troisième de la Gold Cup 1993. Il devient ensuite entraîneur adjoint de son successeur et revient à la tête de l'équipe nationale de 2001 à 2004, puis assure un intérim en 2006.

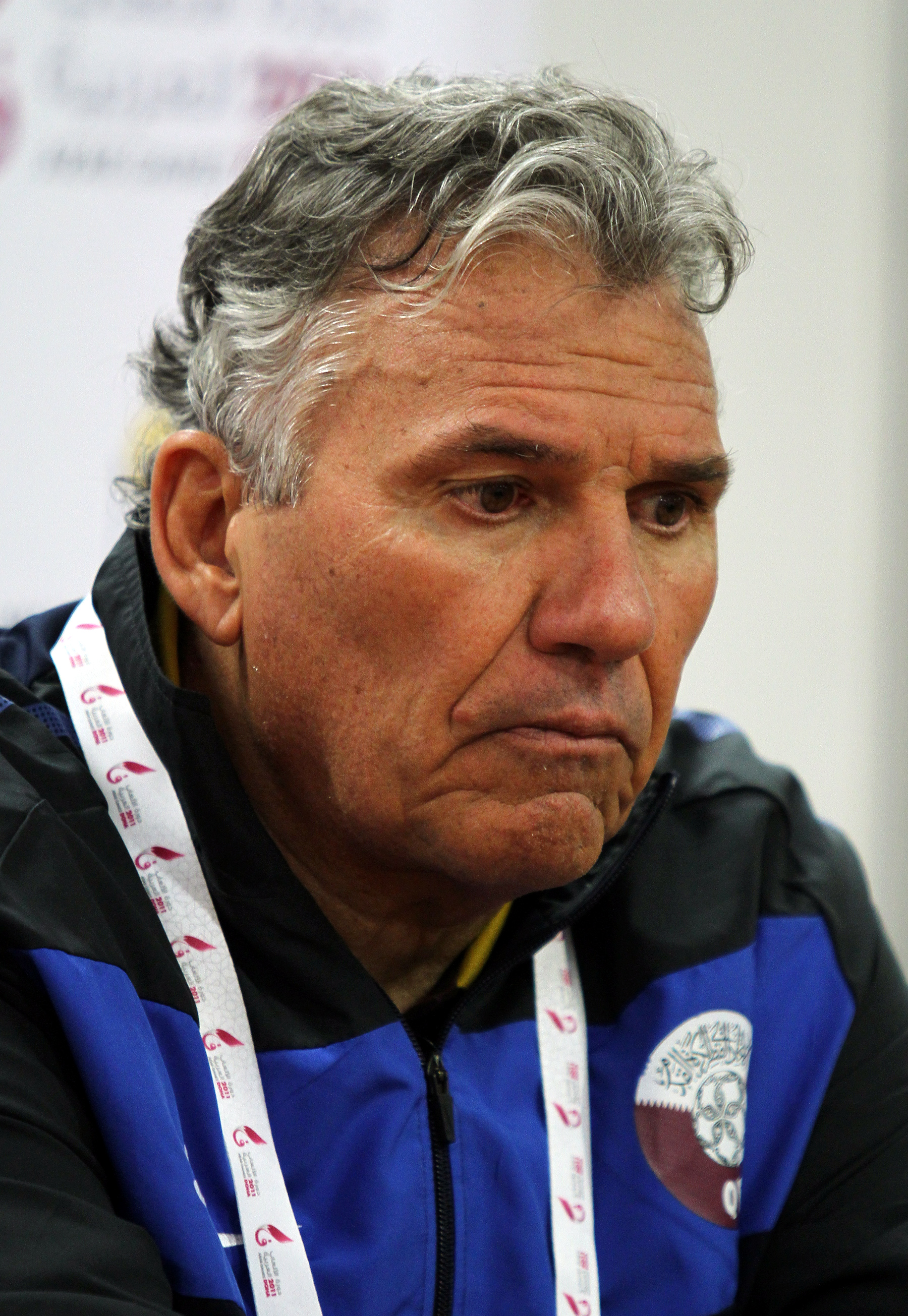
Sebastião Lazaroni occupe à deux reprises le poste de sélectionneur de l'équipe de Jamaïque.

Le Brésilien René Simões, ancien entraîneur d'Al-Rayyan SC, est nommé sélectionneur en 1994. L'équipe est alors 98e au classement FIFA. Sous sa direction, les séances d'entraînement se multiplient pour augmenter la condition physique des joueurs et améliorer leur jeu d'équipe. Comme son prédécesseur Jorge Penna, il base le jeu de l'équipe sur des passes courtes et la possession du ballon tout en s'appuyant sur une défense forte et une organisation tactique en 3-5-2. Renforcée par des joueurs d'origine jamaïcaine évoluant en Angleterre, l'équipe se qualifie pour la Coupe du monde 1998 où elle remporte un succès historique face au Japon. Après la Coupe du monde, Simões doit faire face à de nombreuses critiques sur sa sélection de joueurs venant d’Angleterre au détriment des joueurs locaux. Il quitte la sélection en février 2000 à la suite de deux défaites en Gold Cup pour rejoindre la direction technique du Flamengo FC.
Il est remplacé par son compatriote Sebastião Lazaroni, ancien sélectionneur du Brésil qui ne reste en poste qu'un mois. Il démissionne le 18 juin en donnant pour raison l'absence de nombreux joueurs basés à l'étranger lors du rassemblement de l'équipe nationale. Clovis De Olivera, un autre Brésilien, ancien adjoint de Simões, lui succède et signe un contrat de deux ans. En septembre 2001, à la suite d'une défaite un but à zéro face au Honduras qui met fin aux espoirs de qualifications des « Reggae Boyz » à la Coupe du monde 2002, il est démis de ses fonctions. La fédération lui reproche également la sortie nocturne des joueurs après la défaite deux buts à un face au Mexique. Carl Brown redevient alors pendant trois ans le sélectionneur de l’équipe nationale.
Sebastião Lazaroni revient à la tête de la sélection en août 2004 avec pour objectif la qualification à la Coupe du monde 2006. Son contrat prend fin en novembre 2004 après le match nul un but partout face aux États-Unis qui met fin aux espoirs de qualification en Coupe du monde. Le technicien jamaïcain Wendell Downswell, responsable de l'équipe des moins de 20 ans, lui succède. Adepte de la formation en 4-4-2 et faisant confiance aux jeunes joueurs locaux, il remporte la Coupe caribéenne des nations 2005, mais après une série de défaites en match amical, la dernière six buts à zéro face à l'Angleterre, il démissionne en août 2006. Carl Brown assure alors de nouveau l'intérim avant la nomination d'un nouveau sélectionneur. L'Anglais d'origine jamaïcaine John Barnes, le Suédois Sven-Göran Eriksson et l'Argentin José Pékerman apparaissent alors comme les favoris pour le poste, mais c'est finalement le Serbe Bora Milutinović qui est recruté par la fédération en novembre 2006. Il ne reste qu'un an à la tête de la sélection et est alors remplacé, après une défaite huit buts à un face à l'Iran, par l'ancien international jamaïcain Theodore Whitmore.
Le Brésilien René Simões effectue ensuite son retour à la tête des « Reggae Boyz ». Il est assisté de quatre techniciens locaux en plus de ses trois adjoints brésiliens. Lui aussi se voit licencié, moins d'un an après son arrivée, à la suite de deux défaites de rangs lors des qualifications de la Coupe du monde 2010. Theodore Whitmore assure de nouveau l'intérim avant le recrutement de John Barnes qui ne reste en poste que six mois. En juillet 2009, Theodore Whitmore devient le sélectionneur de l’équipe nationale. Sous ses ordres, la sélection remporte la Coupe caribéenne des nations 2010 mais ne parvient pas à se qualifier pour la Gold Cup et, après six rencontres sans victoire en éliminatoires de la Coupe du monde, il démissionne de son poste en juin 2013. Son remplaçant est nommé le 18 juillet par la Fédération, il s'agit de l'Allemand Winfried Schäfer, ancien sélectionneur de Thaïlande, qui signe un contrat de cinq mois. Après une mission de quatre mois, il quitte son poste à la fin des qualifications pour la Coupe du monde. En janvier, il signe finalement un nouveau contrat avec la Fédération, cette fois-ci d'une durée de quatre ans.

## Infrastructures
La sélection jamaïcaine dispute sa première rencontre à domicile le 26 novembre 1925 face à Haïti au stade Sabina Park de Kingston. L'équipe de football partage ce stade avec l'équipe nationale de cricket et l'équipe des Indes occidentales de cricket. La Jamaïque dispute trente rencontres dans ce stade avant de déménager au National Stadium.

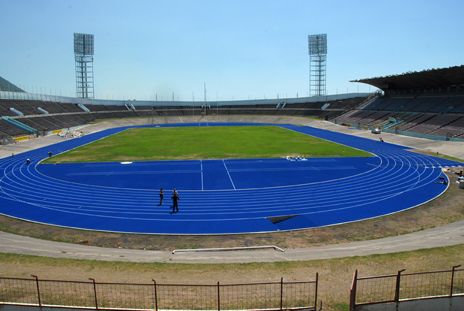
Vue du National Stadium en 2011.

Le National Stadium, dessiné par l'architecte Wilson Chong, est construit entre 1960 et 1962, dans le but d'accueillir les neuvièmes Jeux d'Amérique centrale et des Caraïbes en août 1962. Aussi connu sous le nom de « The office », il a une capacité de 35 000 places et comprend également une piste d'athlétisme, qui accueille chaque année les compétitions scolaires et les meetings nationaux.
L'histoire du stade se conjugue avec celle de la Jamaïque. C'est dans cette enceinte qu'a été baissé pour une dernière fois l'Union Jack, le 6 août 1962. De nombreuses compétitions sportives internationales ont également eu lieu au National Stadium, dont les Jeux du Commonwealth de 1966 et les championnats du monde juniors d'athlétisme 2002. À cette occasion, le stade est rénové pour un montant de 30 millions de dollars US. Il est également rénové à l'occasion des cérémonies des cinquante ans de l'indépendance du pays.
La première rencontre disputée par l'équipe nationale dans ce stade a lieu le 7 juillet 1962 contre les Antilles néerlandaises, les deux équipes se séparant sur un match nul quatre buts partout. La plus large victoire de l'équipe dans le stade a lieu le 24 novembre 2004 lors des éliminatoires de la Coupe caribéenne des nations 2005. Les « Reggae Boyz » s'imposent sur Saint-Martin sur le score de douze à zéro.

## Résultats

### Palmarès
Le tableau suivant résume le palmarès de la sélection jamaïcaine en compétitions officielles. Il se compose de six titres, tous obtenus en Coupe caribéenne des nations, ce qui fait de la Jamaïque la deuxième nation la plus titrée de l'histoire de la compétition derrière Trinité-et-Tobago.
| Coupe des nations de la CONCACAF / Gold Cup                                                                       | Coupe caribéenne des nations |
| --- | --- |
| - Coupe des nations de la CONCACAF / Gold Cup : (14 participations) - Finaliste : 2015, 2017. - Troisième : 1993. | - Coupe caribéenne des nations : (16 participations) - Vainqueur : 1991, 1998, 2005, 2008, 2010, 2014. - Finaliste : 1992, 1993, 2017. - Troisième : 1997, 1999. |

### Parcours en Coupe du monde
La sélection jamaïcaine dispute le 16 janvier 1965 face à Cuba sa première rencontre de qualification à une Coupe du monde. Engagée à onze reprises dans les éliminatoires de la compétition, elle devient en 1998 la troisième nation des Caraïbes, après Cuba en 1938 et Haïti en 1974, à se qualifier pour une phase finale de Coupe du monde.
| Année | Position      |      | Année         | Position |                        | Année | Position |
| 1930  | Non inscrite  | 1974 | Forfait       | 2010     | Non qualifiée          |       |          |
| 1934  | Non inscrite  | 1978 | Non qualifiée | 2014     | Non qualifiée          |       |          |
| 1938  | Non inscrite  | 1982 | Non inscrite  | 2018     | Non qualifiée          |       |          |
| 1950  | Non inscrite  | 1986 | Forfait       | 2022     | Non qualifiée          |       |          |
| 1954  | Non inscrite  | 1990 | Non qualifiée | 2026     | Éliminatoires en cours |       |          |
| 1958  | Non inscrite  | 1994 | Non qualifiée | 2030     | À venir                |       |          |
| 1962  | Non inscrite  | 1998 | Premier tour  | 2034     | À venir                |       |          |
| 1966  | Non qualifiée | 2002 | Non qualifiée |          |                        |       |          |
| 1970  | Non qualifiée | 2006 | Non qualifiée |          |                        |       |          |

### Parcours en Coupe des nations de la CONCACAF et Gold Cup
La Gold Cup est créée en 1963 sous le nom de Coupe des nations de la CONCACAF. Les éditions de 1973 à 198 servent également de tournoi qualificatif pour la Coupe du monde. La compétition prend son nom actuel lors de l'édition 1991. La Jamaïque dispute la première édition de la compétition en 1963 et compte en tout 14 participations à des phases finales du tournoi. Son meilleur résultat demeure une place de finaliste, acquise deux fois consécutivement en 2015 et 2017.
| Année | Position      |      | Année            | Position |                  | Année | Position |
| 1963  | Premier tour  | 1991 | Premier tour     | 2011     | Quarts de finale |       |          |
| 1965  | Non inscrite  | 1993 | Troisième        | 2013     | Non qualifiée    |       |          |
| 1967  | Non qualifiée | 1996 | Non qualifiée    | 2015     | Finaliste        |       |          |
| 1969  | Sixième       | 1998 | Demi-finale (4e) | 2017     | Finaliste        |       |          |
| 1971  | Non qualifiée | 2000 | Premier tour     | 2019     | Demi-finale      |       |          |
| 1973  | Forfait       | 2002 | Non qualifiée    | 2021     | Quarts de finale |       |          |
| 1977  | Non qualifiée | 2003 | Quarts de finale | 2023     | Demi-finale      |       |          |
| 1981  | Non inscrit   | 2005 | Quarts de finale | 2025     | Premier tour     |       |          |
| 1985  | Forfait       | 2007 | Non qualifiée    |          |                  |       |          |
| 1989  | Non qualifiée | 2009 | Premier tour     |          |                  |       |          |

### Parcours en Ligue des nations
| Édition   | Ligue | Phase de groupes | Phase de groupes | Phase de groupes | Phase de groupes | Phase de groupes | Phase de groupes | Phase de groupes | Phase finale | Phase finale | Phase finale | Phase finale | Phase finale | Phase finale | Phase finale | Phase finale |
| Édition   | Ligue | Class.           | M                | V                | N                | D                | BM               | BE               | Pays hôte    | Résultat     | M            | V            | N            | D            | BM           | BE           |
| --------- | ----- | ---------------- | ---------------- | ---------------- | ---------------- | ---------------- | ---------------- | ---------------- | ------------ | ------------ | ------------ | ------------ | ------------ | ------------ | ------------ | ------------ |
| 2019-2020 | B     | 1/4              | 6                | 5                | 1                | 0                | 21               | 1                | 2020         | Inéligible   | Inéligible   | Inéligible   | Inéligible   | Inéligible   | Inéligible   | Inéligible   |
| 2022-2023 | A     | 2/3              | 4                | 1                | 3                | 0                | 7                | 5                | 2023         | Non qualifié | Non qualifié | Non qualifié | Non qualifié | Non qualifié | Non qualifié | Non qualifié |
| 2023-2024 | A     | 1/6              | 4                | 3                | 0                | 1                | 10               | 5                | 2024         | Troisième    | 4            | 2            | 0            | 2            | 6            | 7            |
| 2024-2025 | A     | 1/6              | 4                | 2                | 2                | 0                | 4                | 1                | 2025         | Quarts       | 2            | 0            | 0            | 2            | 2            | 5            |
| 2026-2027 | A     |                  |                  |                  |                  |                  |                  |                  | 2027         | À venir      | À venir      | À venir      | À venir      | À venir      | À venir      | À venir      |
| Total     | Total | Total            | 18               | 11               | 7                | 0                | 42               | 12               | Total        | Total        | 6            | 2            | 0            | 4            | 8            | 12           |

### Parcours en Copa América
La Jamaïque est invitée pour la première fois à disputer la Copa América en 2015 par la CONMEBOL. Grâce à sa victoire en Coupe caribéenne des nations 2014, elle est également qualifiée pour disputer la Copa América Centenario en 2016.
| Édition | Résultat     | Édition | Résultat     | Édition | Résultat     |
| ------- | ------------ | ------- | ------------ | ------- | ------------ |
| 2015    | Premier tour | 2016    | Premier tour | 2024    | Premier tour |

### Parcours en Coupe caribéenne des nations
La Coupe caribéenne des nations, créée en 1978, voit s'affronter les sélections nationales de la Caraïbe. Elle prend sa forme actuelle en 1991 et sert de compétition qualificative pour la Gold Cup depuis 2007. La sélection jamaïcaine remporte l'épreuve à six reprises et est la deuxième sélection la plus titrée de la compétition derrière Trinité-et-Tobago.
| Édition | Résultat     |
| ------- | ------------ |
| 1978    | Non qualifié |
| 1979    | Non qualifié |
| 1981    | Non qualifié |
| 1983    | Forfait      |
| 1985    | Non inscrit  |

| Édition | Résultat                |
| ------- | ----------------------- |
| 1988    | Non inscrit             |
| 1989    | Non inscrit             |
| 1990    | Compétition interrompue |
| 1991    | Vainqueur               |
| 1992    | Finaliste               |

| Édition | Résultat          |
| ------- | ----------------- |
| 1993    | Finaliste         |
| 1994    | Tour préliminaire |
| 1995    | Premier tour      |
| 1996    | Premier tour      |
| 1997    | Troisième         |

| Édition | Résultat          |
| ------- | ----------------- |
| 1998    | Vainqueur         |
| 1999    | Troisième         |
| 2001    | Premier tour      |
| 2005    | Vainqueur         |
| 2007    | Tour préliminaire |

| Édition | Résultat     |
| ------- | ------------ |
| 2008    | Vainqueur    |
| 2010    | Vainqueur    |
| 2012    | Premier tour |
| 2014    | Vainqueur    |
| 2017    | Finaliste    |

En rouge encadré et en gras italique, les éditions de la Coupe caribéenne des nations que l'équipe de Jamaïque dispute à domicile.

## Statistiques

### Nations rencontrées

#### Au niveau mondial
- Un seul match
- De deux à quatre matchs
- De cinq à neuf matchs
- De dix à dix-neuf matchs
- De vingt à vingt-neuf matchs
- Plus de trente matchs

La sélection jamaïcaine a eu l'occasion de rencontrer de nombreuses équipes à travers le monde, majoritairement lors de matchs amicaux. La Jamaïque n'a disputé que trois matchs officiels contre des nations non américaines. Deux ont eu lieu lors de sa participation au premier tour de la Coupe du monde 1998 (contre la Croatie et le Japon), le troisième s'étant déroulé au premier tour de la Gold Cup 2005 où les Jamaïcains ont fait match nul face aux Bafana Bafana sud-africains, formation invitée par la CONCACAF.
Les Reggae Boys ont ainsi affronté lors de rencontres amicales des équipes d'Afrique (Maroc, Zambie, Nigeria, Égypte, Ghana), d'Europe (Roumanie, Norvège, Suisse, Bulgarie, France, Angleterre, Irlande, Macédoine, Pays de Galles, Suède), d'Océanie (Australie et Nouvelle-Zélande) ou d'Asie (Inde, Malaisie, Viêt Nam, Indonésie, Arabie saoudite, Iran). La Jamaïque a rencontré la totalité des sélections d'Amérique du Nord, centrale et du Sud, à l'exception du Belize.
La sélection jamaïcaine a obtenu des succès de prestige face à des sélections plus huppées telles que la Colombie, le Nigeria, le Paraguay, l'Uruguay ou le Chili. Elle a également partagé les points face au Brésil (0-0 lors de la Gold Cup 1998) et a obtenu un nul en amical face à plusieurs sélections européennes : la Roumanie, la Suède, la Norvège, la Bulgarie ou le Pays de Galles.

#### Dans les Caraïbes

Carte des équipes rencontrées par la Jamaïque.
Nombre de matchs disputés contre l'équipe de Jamaïque de football :
Un seul match
De deux à quatre matchs
De cinq à neuf matchs
De dix à dix-neuf matchs
De vingt à vingt-neuf matchs
Plus de trente matchs

Carte des équipes rencontrées par la Jamaïque dans les Caraïbes.
Nombre de matchs disputés contre l'équipe de Jamaïque de football :
Un seul match
De deux à quatre matchs
De cinq à neuf matchs
De dix à dix-neuf matchs
De vingt à vingt-neuf matchs
Plus de trente matchs

La Jamaïque a disputé fort logiquement le plus de rencontres au cours de son histoire avec les sélections de la région Caraïbe. Haïti, premier adversaire historique des Reggae Boyz, est également l'un des adversaires le plus souvent rencontré, tout comme Trinité-et-Tobago et Cuba, qui ont disputé plus de quarante matchs face aux Jamaïcains. Les autres nations fréquemment affrontées sont les équipes voisines comme la Barbade ou les Antilles néerlandaises. La participation régulière de la Jamaïque à la Coupe caribéenne des nations a permis à la sélection de rencontrer la quasi-totalité des nations caribéennes, à l'exception d'Anguilla, de Montserrat et de la sélection des Îles Turques-et-Caïques, trois des plus faibles équipes de la région.
Le bilan face aux grandes nations de la zone CONCACAF est assez faible. Les Jamaïcains ont battu pour la première fois de leur histoire la sélection américaine en septembre 2012. La campagne qualificative pour la Coupe du monde 1998 lui a permis de remporter un succès historique face à la meilleure équipe de la région, le Mexique, sur le score de un but à zéro.

### Rivalité avec Trinité-et-Tobago
La Jamaïque entretient une rivalité avec Trinité-et-Tobago. Les deux équipes se rencontrent pour la première fois le 28 décembre 1935 dans le cadre d'une tournée inter-coloniale des Trinidadiens en Jamaïque. Les visiteurs l'emportent sur le score de trois buts à deux au Sabina Park devant un public nombreux. Douze ans plus tard, le 8 novembre 1947, les Trinidadiens remportent leur plus large victoire sur les Jamaïcains lors d'un tournoi triangulaire disputé à Port of Spain sur le score de six buts à zéro.
Depuis l'indépendance des deux pays, obtenues en 1962, les deux sélections se sont rencontrées à de nombreuses reprises, notamment en Coupe caribéenne des nations. La Jamaïque remporte le titre en 1991 en battant les Trinidadiens deux buts à zéro, ceux-ci prenant leur revanche l'année suivante en l'emportant trois buts à un. Les deux équipes se sont à nouveau retrouvées en finale en 1998, victoire deux buts à un des Reggae Boyz et en 2014, victoire quatre tirs au but à trois, après un match nul sans buts. L'opposition, même disputée de façon amicale, est considérée par les deux équipes comme un match spécial,.

### Classements FIFA
La Jamaïque a connu son meilleur classement FIFA en août 1998 en atteignant la 27e place. Leur plus mauvais classement est une 116e place en octobre 2008.
| Année                    | 1993 | 1994 | 1995 | 1996 | 1997 | 1998 | 1999 | 2000 | 2001 | 2002 | 2003 | 2004 | 2005 | 2006 | 2007 | 2008 | 2009 | 2010 | 2011 | 2012 | 2013 | 2014 | 2015 | 2016 | 2017 | 2018 | 2019 | 2020 |
| ------------------------ | ---- | ---- | ---- | ---- | ---- | ---- | ---- | ---- | ---- | ---- | ---- | ---- | ---- | ---- | ---- | ---- | ---- | ---- | ---- | ---- | ---- | ---- | ---- | ---- | ---- | ---- | ---- | ---- |
| Classement mondial       | 80   | 96   | 56   | 32   | 39   | 33   | 41   | 48   | 53   | 51   | 46   | 49   | 42   | 57   | 97   | 65   | 81   | 58   | 54   | 56   | 80   | 75   | 54   | 77   | 54   | 54   | 48   | 47   |
| Classement zone CONCACAF | 7    | 8    | 4    | 3    | 3    | 3    | 3    | 5    | 6    | 6    | 4    | 4    | 5    | 5    | 10   | 5    | 8    | 3    | 5    | 5    | 8    | 9    | 5    | 8    | 4    | 4    | 4    | 3    |

| Légende du classement mondial : Légende du classement de la CONCACAF : | - de 1 à 40 - de 1 à 3 | - de 41 à 80 - de 4 à 8 | - de 81 à 120 - de 9 à 12 |